# Kari Byron
Kari Elizabeth Byron (Santa Clara megye, Kalifornia, 1974. december 18. –) amerikai       televíziós műsorvezető és képzőművész.

## Élete
Szülei Dennis és Sue Byron. A kaliforniai Los Gatos középiskolában érettségizett. Filmművészetet és szobrászatot tanult a San Franciscó-i Állami Egyetemen. 1998-ban végzett summa cum laude. A diploma megszerzését követően művészi körútra ment a világ körül, melynek kiemelkedő helyszíne volt Ázsia. Szobraiból álló első önálló kiállítását 2002-ben rendezték a San Fransiscó-i Riney Galleryben. 2004-ben csatlakozott az Állítólag… című televíziós ismeretterjesztő sorozathoz.
San Franciscóban él szintén képzőművész férjével, Paul Urichhal. Lányuk, Stella Ruby 2009. június 28-án született.

## Állítólag…
Byron az Állítólag… című televíziós ismeretterjesztő sorozat egyik „mítoszrombolója”, vagyis a kísérleteket végző „építő csapat” (Build Team) egyik tagja volt. A sorozat kísérletei különböző városi legendák, filmes kunsztok és más érdekességek reprodukálására irányulnak, abból a célból, hogy az adott „mítoszt” igazolják, lehetségesnek nyilvánítsák vagy megcáfolják. Byron Tory Belleci és Grant Imahara társa volt a kísérletek kivitelezésében. Mint annak a sorozatban több alkalommal is hangot adott, Byron vegetáriánus, akit undorít az állati maradványok látványa.
Első kisebb szereplése a sorozatban 2003-ban volt a második pilot epizódban (Pilot 2: Vacuum Toilet/Biscuit Bazooka/Leaping Lawyer).
Rendszeres résztvevővé a 2. évadtól vált a sorozatban, melynek első amerikai sugárzására 2004 júniusában került sor (Myths Revisited).
A 2009-es szezon második felében Byron szülési szabadságra ment, erre az időszakra Jessi Combs helyettesítette a sorozatban.
Byronnak az Állítólag… című műsortól független saját műsora Ész-book (Head Rush) címen fut a Discovery Science csatornán, melyben gyermekeknek és tiniknek mutatja be a tudományt.
Tíz év után, 2014. augusztus 21-én bejelentették, hogy Byron, Grant Imahara és Tory Belleci elhagyja az Állítólag… csapatát.

## Művészete
Saját bevallása szerint a művészet és a szobrászat fontos része életének, olyannyira, hogy minden nap alkotnia kell valamit, különben „megőrülne, ha nem tenné”. Néhány, az alkotásaihoz szívesen alkalmazott anyag a műanyag, a különböző talált tárgyak, a gouache, a fa és a fémek. Ezen anyagokat egy alkotáson, egy kompozíción belül alkalmazza, alkotásaira egyfajta szürrealista szemléletmód jellemző.
Byron az Állítólag… sikerét követően is folyamatosan alkot, azonban műveit nem állítja ki. Ennek magyarázata, hogy attól tart, hogy kiállításai alkalmával inkább a televíziós műsorról beszélnének, az ottani szereplőkről érdeklődnének, és nem a művészetére koncentrálnának. Mint mondta, tulajdonképpen örül az alkotás e váratlan szabadságának, amikor csak magának alkot.
A San José-i Anno Domini galéria honlapján megtekinthető a Stray Dolls címmel 2004 szeptemberében rendezett kiállításáról készített néhány fénykép.

### Egyéni kiállítások
- 2005, Daily Dose, Low Gallery, San Francisco, Kalifornia[13]
- 2004, Stray Dolls, Anno Domini, San Jose, Kalifornia[12]
- 2002, Behind Glass, Riney Gallery, San Fransisco, Kalifornia

### Csoportos kiállítások
- 2005, Kari Byron and Laura Flippen, Juice Design, San Francisco, Kalifornia[14]
- 2005, 5 1/2, 111 Minna, San Francisco, Kalifornia
- 2005, Departure, Urbis Artium, San Francisco, Kalifornia
- 2005, The Post Card Show, The Lab, San Francisco, Kalifornia
- 2005, Spindle Desco, Blue Cube, San Francisco, Kalifornia
- 2005, Art4Tibet, Juice Studio, San Francisco, Kalifornia
- 2004, Adobe Art Auction, Adobe Books, San Francisco, Kalifornia
- 2004, Ketsup & Mustard, 111 Minna, San Francisco, Kalifornia
- 2003, Fresh Produce, Gallery A.D. San Jose, Kalifornia
- 2003, Dome Piece, Objex Artspace, Miami, Florida
- 2003, Keepsake Show, Juice Design, San Francisco, Kalifornia
- 2002, Emerging Artists, Well Hung Gallery, San Francisco, Kalifornia
- 2002, Recess, Butterfly, San Francisco, Kalifornia
- 2002, Postcard Show, Southern Exposure, San Francisco, Kalifornia
- 2002, White Light, Cell Space, San Francisco, Kalifornia